# Вальтер Бате
Вальтер Бате (нім. Walter Bathe, 1 грудня 1892 — 19 вересня 1959) — німецький плавець.
Олімпійський чемпіон 1912 року.